# Tatochila autodice
Tatochila autodice är en fjärilsart som först beskrevs av Jacob Hübner 1818.  Tatochila autodice ingår i släktet Tatochila och familjen vitfjärilar. Inga underarter finns listade i Catalogue of Life.